# Liste der größten Schwimmbecken
Diese Liste der größten Schwimmbecken enthält die weltweit größten, künstlich erbauten Swimming-Pools, gemessen an ihrer Wasserfläche. Die Wassertiefe ist nicht erfasst, auch nicht natürlich entstandene Bäder.
| Name                             | Land               | Stadt                           | Fläche (ha) | Fläche (m2) | Inhalt (m3) | eröffnet | Wasser     | Bemerkungen                                | Koordinaten                      |
| -------------------------------- | ------------------ | ------------------------------- | ----------- | ----------- | ----------- | -------- | ---------- | ------------------------------------------ | -------------------------------- |
| City Stars                       | Ägypten            | Scharm asch-Schaich             | 12,14       | 121.406     |             | 2015     | Salzwasser |                                            | 28° 1′ 41,2″ N, 34° 23′ 38,7″ O  |
| San Alfonso del Mar              | Chile              | Algarrobo                       | 8           | 80.000      | 250.000     | 2006     | Salzwasser | War neun Jahre lang größter Pool der Welt. | 33° 21′ 0,4″ S, 71° 39′ 9,6″ W   |
| Mahasamutr                       | Thailand           | Hua Hin                         | 7,28        | 72.843      |             | 2014     | Salzwasser |                                            | 12° 31′ 20,6″ N, 99° 56′ 16,6″ O |
| Freibad Fürstenfeld              | Österreich         | Fürstenfeld                     | 2,3         | 23.000      |             | 1966     | Süßwasser  | Größter Pool der Welt ohne Salzwasser.     | 47° 3′ 24,2″ N, 16° 3′ 55,4″ O   |
| Las Brisas                       | Chile              | Santo Domingo                   | 2,2         | 22.000      |             | n/a      | Salzwasser |                                            | 33° 41′ 36,4″ S, 71° 39′ 4,7″ W  |
| Weyermannshaus                   | Schweiz            | Bern                            | 1,6         | 16.000      | 25.000      | 1957     | Süßwasser  |                                            | 46° 56′ 51,9″ N, 7° 24′ 17,9″ O  |
| Brentanobad                      | Deutschland        | Frankfurt                       | 1,1         | 11.000      |             | 1930     | Süßwasser  | Größtes Schwimmbecken in Deutschland.      | 50° 7′ 33,9″ N, 8° 37′ 8,6″ O    |
| Bad Straßgang                    | Österreich         | Graz, Steiermark                | 1,10        | 11.000      |             |          | Süßwasser  |                                            | 47° 1′ 32,7″ N, 15° 23′ 44,4″ O  |
| Dreamworld Fun Lagoon            | Pakistan           | Karatschi                       | 0,89        | 8.903       | 8.140       | 2007     | Süßwasser  |                                            | 25° 1′ 56,5″ N, 67° 8′ 29,3″ O   |
| Freibad Riviéra Brünn            | Tschechien         | Brünn                           | 0,651       | 6.510       |             | 1920     | Süßwasser  | größtes Edelstahlbecken                    | 49° 11′ 9,6″ N, 16° 34′ 21″ O    |
| Freibad Waschmühle               | Deutschland        | Kaiserslautern, Rheinland-Pfalz | 0,74        | 7.400       |             | 1908     | Süßwasser  |                                            | 49° 27′ 38,3″ N, 7° 45′ 45″ O    |
| Freibad Ensdorf                  | Deutschland        | Saarland                        | 0,63        | 6.250       |             | 1937     | Süßwasser  |                                            | 49° 18′ 40,6″ N, 6° 47′ 18,8″ O  |
| Freibad Camburg                  | Deutschland        | Camburg, Thüringen              | 0,50        | 5.000       |             | 1972     | Süßwasser  |                                            | 51° 2′ 47,5″ N, 11° 41′ 39,8″ O  |
| Neutral Buoyancy Laboratory Pool | Vereinigte Staaten | Houston                         | 0,19        | 1.900       | 23.470      | 1995     |            | Wird benutzt für Astronautentraining.      | 29° 36′ 25,4″ N, 95° 8′ 36,8″ W  |
| Marina Bay Sands Infinitypool    | Singapur           | Downtown Core, Singapur         | 0,15        | 1.500       | 1.424       | 2010     |            | Größter Infinitypool der Welt.             | 1° 16′ 59,2″ N, 103° 51′ 34,5″ O |